# 東北学生弓道連盟
東北学生弓道連盟（とうほくがくせいきゅうどうれんめい）は、青森県、岩手県、宮城県、秋田県、山形県、福島県にある大学に所属する弓道部または弓道サークルが加盟して組織する団体であり、全日本学生弓道連盟を他の8地区（北海道・北信越・関東・東京都・東海・関西・中四国・九州）の学生弓道連盟と共に組織する団体である。

## 歴史
- 1960年 東北学生弓道連盟創設。
- 1980年 20周年記念事業として、機関紙『剛弓』を創刊。
- 2010年 50周年記念事業として、式典を行う。

## 加盟校
正加盟、準加盟は全日本学生弓道連盟に正式に加盟しているか否かの違い。正加盟校は東北学生弓道連盟主催大会および全日本学生弓道連盟主催大会に出場できるが、準加盟校は東北学生弓道連盟主催大会にしか参加できない。
- 秋田大学
- 秋田県立大学
- 石巻専修大学
- 医療創生大学
- 岩手大学
- 北里大学
- 東北大学
- 東北学院大学
- 東北工業大学
- 東北生活文化大学
- 東北福祉大学
- 日本大学工学部
- 八戸学院大学
- 八戸工業大学
- 弘前大学
- 福島大学
- 宮城学院女子大学
- 宮城教育大学
- 山形大学

（五十音順）

## 主な大会
- 東北地区秋季学生弓道大会
- 東北地区女子秋季学生弓道大会
- 東北学生弓道新人戦
- 東北学生弓道大会
- 東北地区記録会
- 東北地区女子記録会

## 秋季大会
毎年10月に行われるリーグ戦である。男子は1大学8人（4人2立）で160射、女子はⅠ部リーグは1大学4人（4人1立）で48射、Ⅱ〜Ⅴ部は1大学3人（3人1立）で36射し、合計的中数によって勝敗を決する。
各部の入れ替えは、I部最上位大学を除く各部最上位大学と、男子V部、女子IV部最下位大学を除く各部最下位大学による入れ替え戦によって行われる。そこで勝利した大学が上位部に昇格し、敗北した大学が下位部に降格する。したがって、上位部最下位大学が勝利し、下位部最上位大学が敗北した場合は両大学とも残留となり、入れ替えは行われない。
- 男子I部優勝校は、全日本学生弓道王座決定戦の出場資格を得る。
- 女子Ⅰ部優勝校は、全日本学生弓道女子王座決定戦の出場資格を得る。
- リーグ戦の個人成績上位男女各2人は、東西学生弓道選抜対抗試合および女子東西学生弓道選抜対抗試合の出場資格を得る。

### リーグ編成
（下記は2022年リーグ戦終了時点のもの）

#### 東北地区秋季学生弓道大会
| I部   | 東北大学     | 東北学院大学 | 弘前大学       | 山形大学       |
| II部  | 石巻専修大学 | 岩手大学     | 東北福祉大学   | 福島大学       |
| III部 | 秋田大学     | 東北工業大学 | 日本大学工学部 | 東日本国際大学 |
| IV部  | 秋田県立大学 | 岩手県立大学 | 北里大学       | 宮城教育大学   |
| V部   | 医療創生大学 | 岩手医科大学 | 八戸学院大学   | 八戸工業大学   |

#### 東北地区秋季女子学生弓道大会
| I部   | 東北大学       | 東北福祉大学 | 東日本国際大学   | 弘前大学         | 東北学院大学 |
| II部  | 宮城教育大学   | 秋田大学     | 宮城学院女子大学 | 山形大学         | 岩手大学     |
| III部 | 東北工業大学   | 岩手県立大学 | 北里大学         | 八戸大学         | 石巻専修大学 |
| IV部  | 日本大学工学部 | 八戸学院大学 |                  |                  |              |
| Ⅴ部   | 秋田県立大学   | 医療創生大学 | 岩手医科大学     | 東北生活文化大学 |              |

## 新人戦
毎年12月に行われる新人戦。参加資格を持つのは、弓道部所属一年以内の者である。
団体戦は、各校1チーム男女混合3人立で各自8射計24射で予選を行う。的中数上位8チームによる決勝トーナメントを行う。個人戦は、4射3中以上で予選を通過、射詰で順位を決する。団体・個人ともに3位まで表彰する。

## 東北学生弓道大会
通称、春季。毎年4月に行われる。男子は各校5人1立、各自4射計20射で予選を行い、上位8チームによる決勝トーナメントを行う。女子は各校3人1立、各自4射計12射で予選を行い、上位8チームによる決勝トーナメントを行う。男子は各校2チーム、女子は各3チームまで出場できる。
個人戦は、4射3中以上で予選を通過、射詰で順位を決する。団体・個人ともに3位まで表彰する。射道優秀賞も規約上にはあるが、例年表彰されない（慣例的に会長などの役職者がいないため）。

## 東北地区記録会および東北地区女子記録会
男子は各校2人まで、女子は各校4人まで出場できる。男子は各自100射、女子は各自60射引く個人戦。男女とも5位まで表彰する。

## 東北学生弓道選手権
別名併設大会。全日本学生弓道選手権大会個人戦予選（以下個人戦予選）と並行して行われるため併設大会と呼ばれる。
全日本学生弓道大会個人戦予選が各大学弓道場でのオンライン予選形式になったことに伴い、同大会は終了した。